# Alex rufolinearia
Alex rufolinearia är en fjärilsart som beskrevs av Arnold Pagenstecher 1890. Alex rufolinearia ingår i släktet Alex och familjen mätare. Inga underarter finns listade i Catalogue of Life.